# Сент Чарлс (Мисури)
Сент Чарлс (енгл. St. Charles) град је у америчкој савезној држави Мисури.

## Демографија
По попису из 2010. године број становника је 65.794, што је 5.473 (9,1%) становника више него 2000. године.
| Група             | 2000.          | 2010.          |
| Белци             | 55.582 (92,1%) | 56.117 (85,3%) |
| Афроамериканци    | 2.097 (3,5%)   | 3.889 (5,9%)   |
| Азијати           | 612 (1,0%)     | 1.673 (2,5%)   |
| Хиспаноамериканци | 1.187 (2,0%)   | 2.759 (4,2%)   |
| Укупно            | 60.321         | 65.794         |